# こなから坂

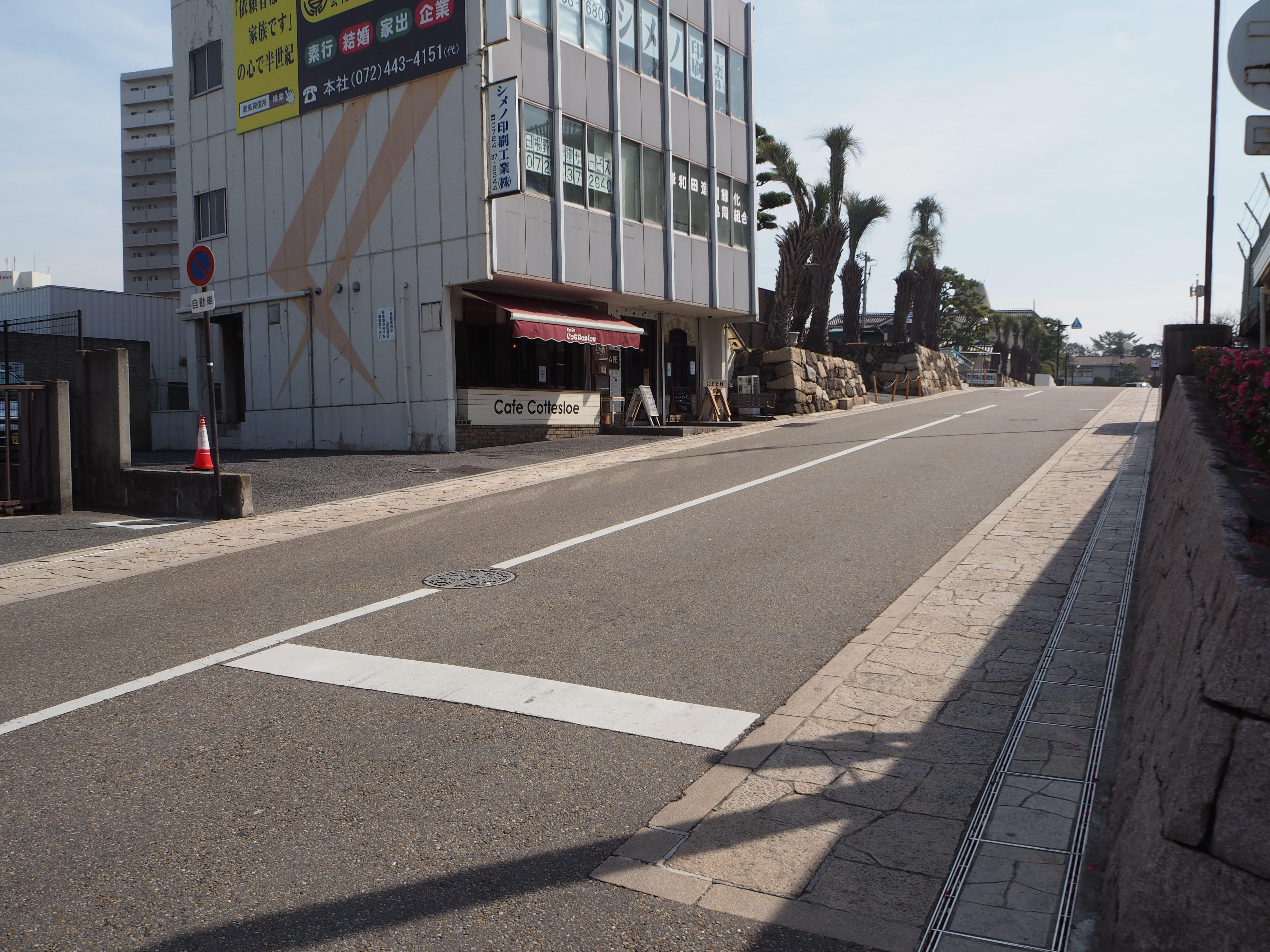
こなから坂
（ビルの坂上側に見える石垣が三の曲輪の先端部になる）

こなから坂（こなからざか）は、大阪府岸和田市にある坂。漢字では「小半坂」と表記され、半分の半分、すなわち4分の1勾配の急な坂という意味を持つ。
もとは岸和田城の北大手門（町曲輪）と北口門（三の曲輪）を結んでいた坂で、その名に違わぬ急勾配な坂だったが、廃城後に町曲輪（本町）・三の曲輪（市役所来庁者用駐車場）・二の曲輪（市役所）を隔てていた堀を埋め、坂の水平距離を以前の二倍程度に延長させて緩勾配化されている。
岸和田だんじり祭では、城内に鎮座する岸城神社へ宮入するため、だんじりが勢いよく駆け上がる姿が見られる、名所の一つである。